# Margareta Teodorescu
Margareta Teodorescu   (Bucarest, 13 d'abril de 1932 - Bucarest, 22 de gener de 2013) fou una jugadora d'escacs romanesa que va rebre el títol de la FIDE de Gran Mestra Femenina (WGM) el 1985.
Nascuda a Bucarest, va guanyar el Campionat femení de Romania els anys 1959, 1968, 1969 i 1974. Teodorescu va jugar representant Romania a les olimpíades femenines dels anys 1957, 1963 i 1974, guanyant les medalles de plata per equips el 1957 i el 1974.
Va obtenir la 15a posició del torneig de candidats femení a Sukhumi, el 1964.
La seva classificació més alta a la llista d'Elo de la FIDE fou als llocs del 35 a 37 a la llista de juliol de 1972 (Elo 2165).